# Marija Babanowa
Marija Iwanowna Babanowa (ros. Мари́я Ива́новна Баба́нова; ur. 29 października?/11 listopada 1900 w Moskwie, zm. 4 kwietnia 1983 tamże) – radziecka aktorka teatralna, filmowa i głosowa. Ludowy Artysta ZSRR (1954).
Została pochowana na Cmentarzu Nowodziewiczym w Moskwie.

## Wybrane role teatralne
- 1922: Rogacz wspaniały F. Crommelyncka jako Stella
- 1926: Rewizor N. Gogola jako Maria Antonowna
- 1928: Człowiek z teczką A. Fajki jako Goga
- 1939: Tania A. Arbuzowa jako Tania
- 1954: Hamlet W. Shakespeare’a jako Ofelia
- 1956: Wiśniowy sad A. Czechowa jako Raniewska[2]
- 1980: Już po wszystkim E. Albeego jako żona

Źródło:

## Wybrana filmografia

### role aktorskie
- 1931:  Wioska na Ałtaju jako żona przewodniczącego sielsowietu

### role głosowe
- 1943: Bajka o carze Sałtanie jako carewna łabędzica
- 1949: Gęsi Baby-Jagi jako Rzeczka
- 1950: Bajka o rybaku i rybce jako rybka
- 1952: Szkarłatny kwiat jako Luba
- 1953: O dzielnej Oleńce i jej braciszku
- 1954: Opowieść o polnych kurkach
- 1957: Królowa Śniegu jako Królowa Śniegu

## Nagrody i odznaczenia
- 1941: Nagroda Stalinowska
- 1954: Ludowy Artysta ZSRR

Źródło: